# ناحیه ولی، شهرستان کینگمن، کانزاس
ناحیه ولی، شهرستان کینگمن، کانزاس (به انگلیسی: Valley Township, Kingman County, Kansas) یک سکونتگاه مسکونی در ایالات متحده آمریکا است که در شهرستان کینگمن، کانزاس واقع شده‌است.

## خصوصیات
ناحیه ولی ۹۳٫۹۸ کیلومترمربع مساحت و ۱۰۲ نفر جمعیت دارد و ۴۵۷ متر بالاتر از سطح دریا واقع شده‌است.